# Iffeldorf

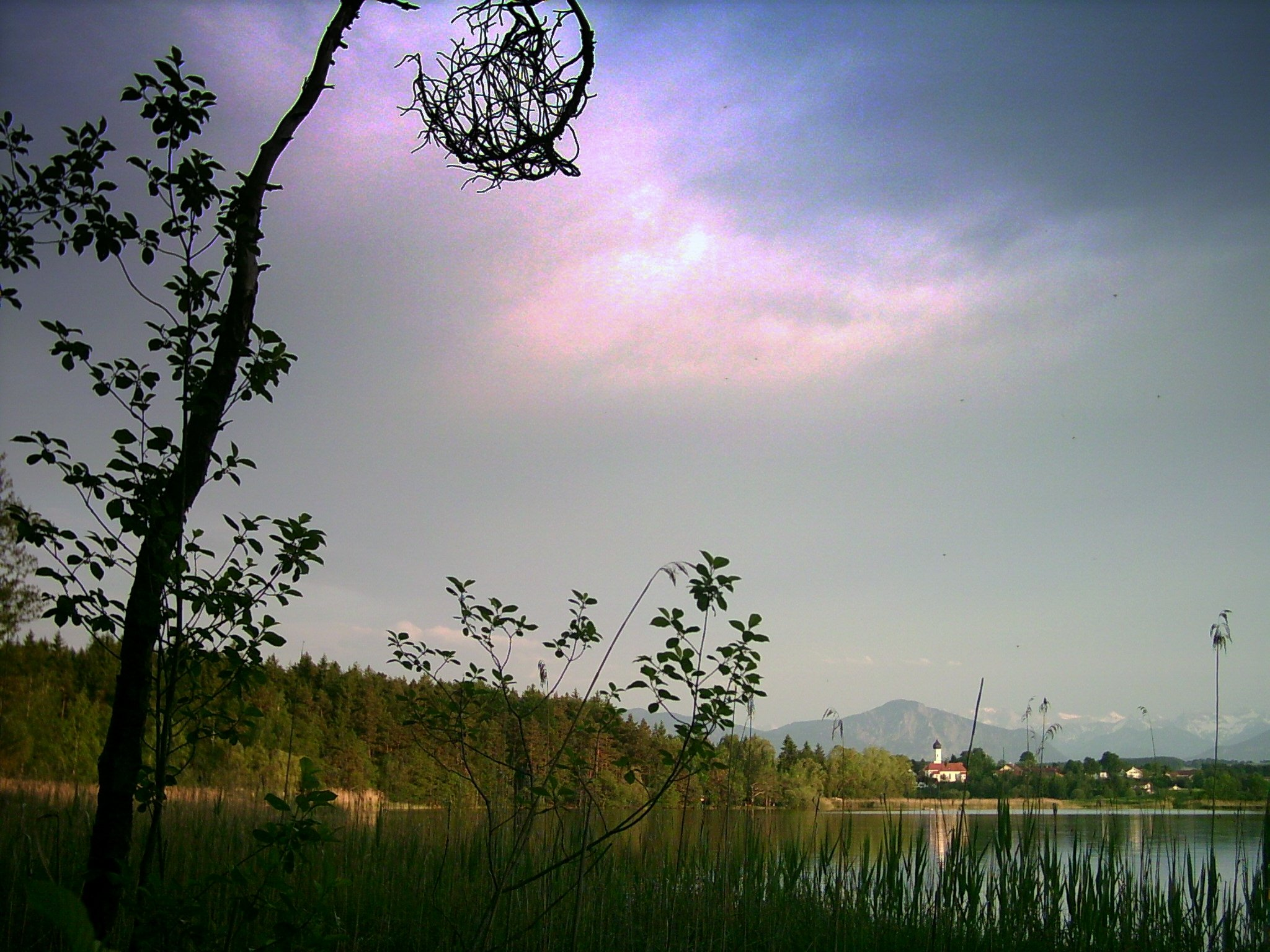
Grupa jezior Osterseen

Iffeldorf – miejscowość i gmina w Niemczech, w kraju związkowym Bawaria, w rejencji Górna Bawaria, w regionie Oberland, w powiecie Weilheim-Schongau, wchodzi w skład wspólnoty administracyjnej Seeshaupt. Leży około 15 km na południowy wschód od Weilheim in Oberbayern, nad jeziorem Wasch (wchodzącym w skład grupy jezior Osterseen), przy autostradzie A95.

## Demografia
| Rok  | Liczba mieszk. |
| ---- | -------------- |
| 1970 | 2 092          |
| 1987 | 2 545          |
| 2000 | 2 727          |
| 2005 | 2 559          |

### Struktura wiekowa
Dane o ludności z 31 grudnia 2008:
| Opis                                | Ogółem | Ogółem | Kobiety | Kobiety | Mężczyźni | Mężczyźni |
| ----------------------------------- | ------ | ------ | ------- | ------- | --------- | --------- |
| Jednostka                           | osób   | %      | osób    | %       | osób      | %         |
| Populacja                           | 2538   | 100    | 1297    | 51,1    | 1241      | 48,9      |
| Wiek przedprodukcyjny (0–17 lat)    | 477    | 18,79  | 226     | 8,9     | 251       | 9,89      |
| Wiek produkcyjny (18–65 lat)        | 1594   | 62,81  | 832     | 32,78   | 762       | 30,02     |
| Wiek poprodukcyjny (powyżej 65 lat) | 467    | 18,4   | 239     | 9,42    | 228       | 8,98      |

## Polityka
Wójtem gminy jest Hubert Kroiß z CSU, wcześniej urząd ten pełnił Albert Strauß, rada gminy składa się z 14 osób.
|      | CSU/PFWG | CSU | SPD | PFWG | ÖKO-Liste | Razem |
| 2008 | -        | 6   | 3   | 3    | 2         | 14    |
| 2002 | 5        | -   | 4   | 3    | 2         | 14    |

## Oświata
W gminie znajduje się przedszkole (75 miejsc, 12 w żłobku i 16 dla dzieci w wieku szkolnym) oraz szkoła podstawowa z częścią Hauptschule (13 nauczycieli, 260 uczniów).